# Kirkstall

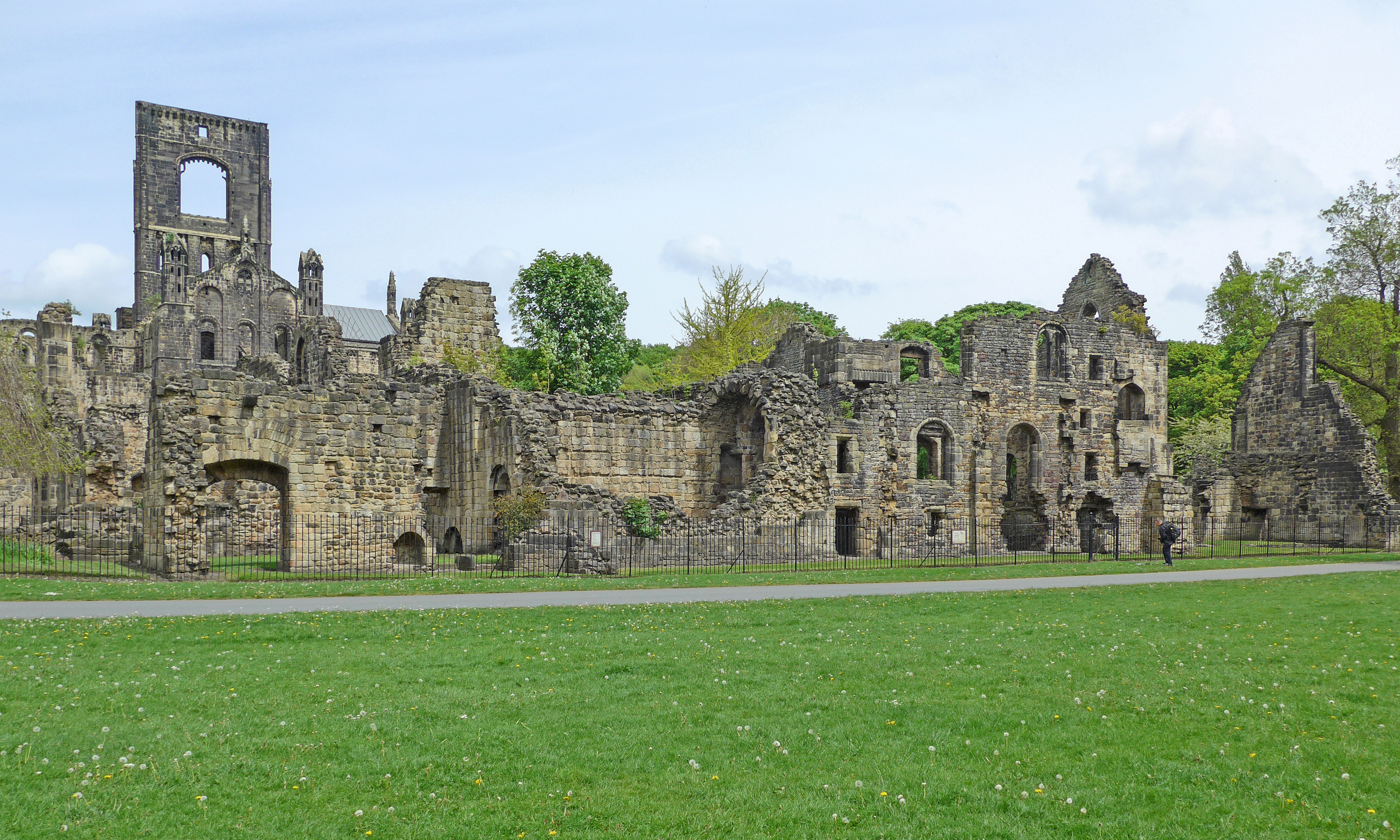
Abbaye de Kirkstall.

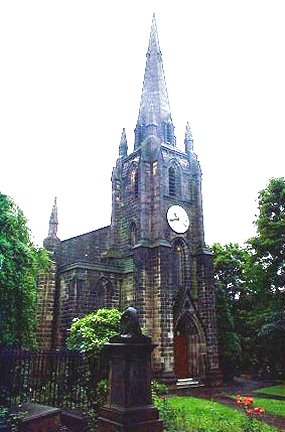
Église Saint Stephens

Kirkstall est une banlieue de Leeds, Royaume-Uni. Il y a une abbaye Cistercienne. Le quartier possede une gare.